# Marcelo Rebelo de Sousa
Marcelo Rebelo de Sousa (/mɐɾˈsɛlu ʁɨˈbelu dɨ ˈsozɐ/, né le 12 décembre 1948 à Lisbonne, est un juriste, journaliste, éditorialiste et homme d'État portugais. Ancien membre du Parti social-démocrate (PPD/PSD), il est président de la République depuis le 9 mars 2016.
Fils d'un ministre de l'Estado Novo, il est professeur à la faculté de droit de l'université de Lisbonne. Dans la foulée de la révolution des Œillets, il est élu membre de l'Assemblée constituante en 1975 et participe alors à la rédaction de la Constitution de la Troisième République.
Proche collaborateur de Francisco Pinto Balsemão dont il est l'un des ministres entre 1981 et 1983, il est président du Parti social-démocrate — et chef de l'opposition parlementaire — de 1996 à 1999.
Cofondateur et dirigeant de l'hebdomadaire Expresso, il se fait également connaître dès les années 1990 en tant qu'analyste politique pour des médias audiovisuels comme TSF, TVI ou RTP.
Après avoir quitté le PPD/PSD en 2015, il se déclare candidat à l'élection présidentielle de l'année suivante sans demander l'investiture formelle de son ancien parti. À l'issue de ce scrutin qu'il remporte dès le premier tour, il succède à Aníbal Cavaco Silva et prend ses fonctions dans un contexte de cohabitation avec le gouvernement du socialiste António Costa.
Briguant un second quinquennat en 2021, il est réélu dès le premier tour.

## Situation personnelle

### Jeunesse, études et mariage
Marcelo Nuno Duarte Rebelo de Sousa naît le 12 décembre 1948 à Lisbonne ; il est le fils de Baltasar Rebelo de Sousa, professeur de médecine et plusieurs fois ministre de l'Estado Novo et de l'épouse de celui-ci, Maria das Neves Fernandes Duarte. Filleul de Marcelo Caetano, c'est en hommage à celui-ci que son père l'a prénommé Marcelo.
Conformément à l'attente de ses parents, il entame des études de droit à l'université de Lisbonne, où il obtient sa licence en 1971, puis, plus tard, son doctorat en droit et sciences politiques en 1984. Il se spécialise dans deux branches, le droit administratif et le droit constitutionnel, ce qui lui permet d'acquérir la qualité d'enseignant. Il commence sa carrière sous l'Estado Novo, régime que son père a loyalement servi, avant de devenir, plus tard, journaliste et avocat, sans mettre un terme à sa carrière dans l'enseignement supérieur.
De son mariage avec Ana Cristina Caeiro da Motta Veiga, qu'il a épousée en 1972 et dont il est désormais séparé, Marcelo Rebelo de Sousa est le père de deux enfants prénommés Nuno, né en 1973, et Sofia, née trois ans plus tard. Il a pour actuelle compagne la juriste Rita Amaral Cabral.

### Carrière universitaire
Jusqu'à son investiture à la présidence de la République portugaise en 2016, Marcelo Rebelo de Sousa a exercé plusieurs fonctions au sein de la faculté de droit de l'université de Lisbonne : ainsi, il a été successivement président du conseil d'administration entre 1985 et 1989, président de l'Institut de Coopération juridique de 2004 à 2005, président du Conseil pédagogique de 2006 à 2010 et enfin président de l'Institut des sciences juridiques et politiques de 2005 à 2016.
Enseignant à la faculté de droit de l'université catholique portugaise, il a également été professeur invité de l'École d'économie de l'université nouvelle de Lisbonne et a présidé le comité d'installation de la faculté de droit de l'université de Porto de 1995 à 1996 puis de 2001 à 2003. Outre les diplômes acquis à l'issue de ses études supérieures, il est également docteur honoris causa de l'université de Porto.

## Parcours politique

### Bras droit de Francisco Pinto Balsemão
Parallèlement à ses activités d'avocat et de journaliste, Marcelo Rebelo de Sousa entame une carrière politique dans les années 1970 ; élu député sous les couleurs du Parti populaire démocratique, il siège à l'Assemblée de la République et contribue à la rédaction de la Constitution, en 1976.
Plus tard, au mois de décembre 1981, il est nommé secrétaire d'État à la présidence du Conseil dans le gouvernement de son ami Francisco Pinto Balsemão, avec lequel il a fondé et codirigé l'hebdomadaire Expresso. Quelques mois plus tard, il est désigné ministre des Affaires parlementaires par le Premier ministre qui lui confie, avec ce portefeuille, la mission de coordonner les discussions entre la majorité parlementaire et le gouvernement ; Rebelo de Sousa n'occupe ces fonctions que jusqu'en juin 1983.
En 1989, il est investi par le Parti social-démocrate pour l'élection municipale de Lisbonne ; candidat à la mairie de la capitale, il est toutefois vaincu par le socialiste Jorge Sampaio mais obtient de siéger au conseil municipal, au sein duquel il dirige l'opposition.

### Président du Parti social-démocrate

Logo du PPD/PSD, dont Rebelo de Sousa a été le dirigeant.

La démission de Fernando Nogueira, annoncée après la défaite d'Aníbal Cavaco Silva à l'issue de l'élection présidentielle du 14 janvier 1996, la présidence du Parti social-démocrate est laissée vacante. Se portant candidat, Rebelo de Sousa prend alors la succession de Nogueira, devenant de facto le chef de l'opposition au Premier ministre socialiste, António Guterres ; il est formellement investi dans ses fonctions le 29 mars 1996, lors de l'ouverture du XVIIIe congrès du parti, qui se tient à Santa Maria da Feira. Il promet de diriger une opposition constructive, acceptant notamment de soutenir les projets de budget présentés par l'exécutif socialiste, minoritaire à l'Assemblée de la République.
Dans le même temps, il promeut l'adhésion du PPD/PSD au Parti populaire européen, qui rassemble toutes les formations situées au centre-droit de l'échiquier politique européen ; Rebelo de Sousa en est d'ailleurs le vice-président, entre 1997 et 1999.
À l'initiative de son parti, un référendum portant sur la légalisation de l'interruption volontaire de grossesse est convoqué le 8 juin 1998. Les sociaux-démocrates emmenés par Rebelo de Sousa, qui soutenaient le rejet d'une telle légalisation, remportent une courte victoire, le « non » recueillant 50,9 % des voix. Toutefois, seuls 31,8 % des électeurs ayant voté, le quorum pour la validation du référendum n'est pas atteint. Cette victoire est ensuite considérée comme un succès en demi-teinte pour la formation de centre-droit.
Alors qu'il essaie de constituer une coalition rassemblant le PPD/PSD et le Parti populaire, un désaccord l'opposant à Paulo Portas incite Marcelo Rebelo de Sousa à mettre un terme à sa présidence. L'ancien ministre des Affaires étrangères José Manuel Durão Barroso lui succède finalement, le 1er mai 1999, à la direction du PPD/PSD, quelques mois avant les prochaines élections législatives.

### Élection présidentielle de 2016
Longtemps pressenti pour prétendre à la succession du président Cavaco Silva, Marcelo Rebelo de Sousa annonce sa candidature à l'élection présidentielle de 2016 au cours d'une réunion publique à Celorico de Basto, le 9 octobre 2015. Depuis plusieurs mois, les enquêtes d'opinion le désignent alors comme le favori du prochain scrutin présidentiel. Se revendiquant indépendant de tout parti politique, il est soutenu par le PPD/PSD et le CDS-PP.

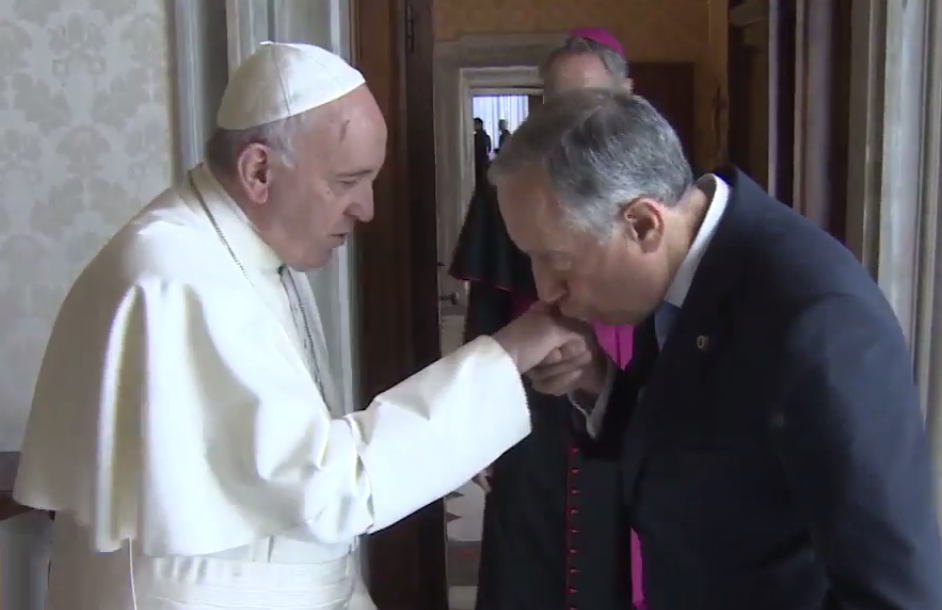
Marcelo Rebelo de Sousa lors de sa rencontre avec le pape François, au Vatican en mars 2016.

Jouissant d'une forte popularité acquise grâce à ses analyses politiques pour la télévision portugaise, Marcelo Rebelo de Sousa mène une intense campagne sans se réclamer du centre droit malgré le soutien de cette partie de l'échiquier politique. Interrogé quant à sa position à l'égard du gouvernement socialiste d'António Costa soutenu par la gauche radicale à l'Assemblée de la République s'il devait être élu, il assure qu'il n'interviendrait pas dans les affaires propres au gouvernement et, n'étant pas favorable à des « élections législatives [ayant lieu] tous les six mois », ferait en sorte que celui-ci n'ait pas un mandat abrégé par une dissolution parlementaire, prérogative propre au chef de l'État.
Le 24 janvier 2016, à l'issue du premier tour de scrutin, il est élu président de la République portugaise avec 52 %. Il distance largement le candidat de centre gauche António Sampaio da Nóvoa (22,9 %) et la candidate de la gauche radicale, Marisa Matias (10,1 %). Dans son discours de victoire, le chef de l'État élu assure qu'il n'y a « aucun vaincu dans cette élection présidentielle » et promet d'être « un président libre et indépendant ». Après Aníbal Cavaco Silva, Rebelo de Sousa est le second président issu du centre droit depuis la révolution des Œillets,,,,.

### Président de la République

#### Investiture et débuts
Le mandat présidentiel de Marcelo Rebelo de Sousa commence le 9 mars 2016. Sa présidence débute dans un contexte de « cohabitation », le gouvernement étant soutenu par une majorité de gauche à l'Assemblée de la République, sous l'autorité du Premier ministre António Costa.
Il annonce avoir choisi l'ancien Premier ministre socialiste et Haut représentant des Nations unies pour les réfugiés António Guterres, l'ancien dirigeant démocrate-chrétien António Lobo Xavier, l'ancien président du PSD Luís Marques Mendes, l'ancienne ministre de la Santé Leonor Beleza et l'écrivain Eduardo Lourenço pour intégrer le Conseil d'État.

#### Élection présidentielle de 2021
Candidat à un second mandat dans le contexte de la pandémie de Covid-19, il est réélu dès le premier tour du scrutin présidentiel du 24 janvier 2021, recueillant 60,7 % des suffrages exprimés, face notamment à la socialiste Ana Gomes (13 %, non-soutenue par le Parti socialiste) et au candidat d'extrême droite André Ventura (11,9 %),,.

## Décorations

### Nationales
- Grand maître des Ordres honorifiques portugais en tant que Président de la République du Portugal (2016-)
- Grand collier de l'ordre de la Tour et de l'Épée (9 mars 2021)[12]
- Commandeur de l'ordre de Sant'Iago de l'Épée (9 juin 1994)[12]
- Grand-croix de l'ordre de l'Infant Dom Henri (9 juin 2005)[12]

### Étrangères
- Athir de l'ordre du Mérite national ( Algérie, le 29 mai 2023[13]).
- Médaille de l'ordre du Mérite national ( Angola)
- Grande étoile de l'ordre du Mérite de la République d'Autriche ( Autriche)
- Grand cordon de l'ordre de Léopold ( Belgique)
- Collier de l'ordre national de la Croix du Sud ( Brésil)
- Première classe de l'ordre de Stara Planina ( Bulgarie)
- Première classe de l'ordre d'Amilcar Cabral ( Cap-Vert)
- Collier de l'ordre du Mérite ( Chili)
- Collier de l'ordre Makarios III (en) ( Chypre)
- Grand-croix de l’ordre de Boyacá ( Colombie)
- Grand-croix de l'ordre national du Côte d'Ivoire ( Côte d'Ivoire)
- Grand-croix de l'ordre du Roi Tomislav ( Croatie)
- Collier de l'ordre du Nil ( Égypte)
- Collier de l'ordre d'Isabelle la Catholique ( Espagne)
- Collier de l'ordre de Charles III ( Espagne, 13 avril 2018 par le roi Felipe VI[14])
- Collier de l'ordre de Terra Mariana ( Estonie)
- Grand-croix de la Légion d'honneur ( France)[15]
- Grand-croix avec collier de l'ordre du Mérite hongrois ( Hongrie)
- Grand-croix de l’ordre du Rédempteur ( Grèce)
- Médaille d'Amílcar Cabral ( Guinée-Bissau)
- Grand-croix de l'ordre des Trois Étoiles ( Lettonie)
- Chevalier de l'ordre du Lion d'or de la maison de Nassau ( Luxembourg)
- Chevalier grand-croix au grand cordon de l'ordre du Mérite de la République italienne ( Italie)
- Compagnon d'honneur avec collier de l'ordre national du Mérite ( Malte)
- Collier de l'ordre de la Souveraineté (Al Wissamm Al-Mohammadi) ( Maroc 2016)[16]
- Collier de l'ordre de l'Aigle aztèque ( Mexique)
- Chevalier grand-croix de l'ordre du Lion néerlandais ( Pays-Bas)
- Grand-croix de l'ordre d'Orange-Nassau ( Pays-Bas)
- Collier de l'ordre national du Mérite du Paraguay (en) ( Paraguay)
- Grand-croix avec diamants de l'ordre du Soleil  ( Pérou)
- Chevalier de l'ordre de l'Aigle blanc ( Pologne)
- Grand cordon de l'ordre de la République serbe (en) ( Serbie)
- Médaille de l'ordre des mérites exceptionnels (en) ( Slovaquie)
- Grand-croix de l'ordre du Timor oriental ( Timor oriental)
- Collier de l'ordre de Pie IX ( Vatican, 23 avril 2016 par le pape François[17])